# Ronchères (Aisne)
Ronchères é uma comuna francesa na região administrativa de Altos da França, no departamento de Aisne. Estende-se por uma área de 6,06 km². Em 2010 a comuna tinha 123 habitantes (densidade: 20,3 hab./km²).